# Bob Fosse
Robert Louis Fosse (Chicago, 1927. június 23. – Washington,  1987. szeptember 23.) Oscar-, valamint háromszoros Emmy- és többszörös Tony-díjas amerikai koreográfus, táncos, filmrendező, színész és forgatókönyvíró.
Nyolc Tony-díjat nyert koreográfiáért és egyet rendezésért, ami példátlan rekord.

## Élete és pályafutása
Chicagóban norvég családban, hat gyermek közül a legfiatalabbként született. A középiskola elvégzése után összeállt Charles Grass-szal, egy másik fiatal táncossal, és The Riff Brothers néven együtt bejárták a Chicago környéki színházakat. A mindig nagyon ambiciózus Fosse megváltoztatta az életét, és előadóművészként kezdett dolgozni egy sor kis éjszakai klubban. Egy ilyen alkalommal koreografálta első számát, négy lány bevonásával, akik Cole Porter zenéjére osztrigaalakúra legyezőkkel integettek. Végül Fosse-t felvették a Tough Situation show-ba, amely bejárta a Csendes-óceán katonai és haditengerészeti bázisait. Később elmondta, hogy feladata teljesítése közben tökéletesítette táncosi, koreográfusi és karmesteri technikáját.
Hollywoodba költözött azzal a céllal, hogy ő legyen az új Fred Astaire. Első filmes szereplései a Kiss Me Kate, a Three Broadway Girls, amelyben Stanley Donennel dolgozott együtt rendezőasszisztensként, és a Dobie Gillis ügyei, mind 1953-ból valók. A Kiss Me Kate egy kis darabjának koreográfiája keltette fel a Broadway producereinek figyelmét. Bár Fosse filmes karrierje meglehetősen korán véget ért korai kopaszodása miatt, amely a legtöbb szerepből kizárta, Hollywoodból a Broadway színházaiba költözése nem volt éppen lelkesítő. 1954-ben ő koreografálta a Pizsamajátékot, majd 1955-ben a Damn Yankees következett. Utóbbi készítése során találkozott Gwen Verdon táncosnővel.
Miután a tévénél dolgozott, Shirley MacLaine-t rendezte az Édes Charity (1969) című filmben, amely nagy sikert aratott. Ez  lehetővé tette számára, hogy az 1970-es években megrendezze a Kabaré (1972) és Liza Minnellivel a Chicago című színházi musicalt (1975), továbbá Dustin Hoffmannel a Lenny (1974) és Roy Scheiderrel a Mindhalálig zene (1979) című filmeket. Legutolsó filmje az Egy aktmodell halála  (1983) volt. 1986-ban írta, rendezte és koreografálta a Big Deal című Broadway-produkciót.
1987-ben, 60 évesen szívinfarktusban halt meg Washingtonban.

## Magánélete
Bob Fosse először Marian Niles táncpartnerével, majd 1951 és 1959 között Joan McCracken táncosnővel, végül 1960-tól Verdonnal élt házasságban. E frigyből született Nicole lánya, aki szintén táncos, mint a szülei.

## Stílusa
Koreográfusként teljesen saját stílust alkotott, amely az  1960-as évektől kezdve minden zenei és modern táncot befolyásolt. Fosse olyan modern/dzsesszstílust alakított ki, amely azonnal felismerhető volt; cinikus és stilizált szexualitást árasztott. További megkülönböztető jellemzői voltak a befelé fordított térd, a lekerekített vállak és az elszigeteltség. Fred Astaire hatására Girardi-kalapokat, botokat és székeket használt kellékként. Védjegye a kalaphasználat volt, valószínűleg kopaszsága miatt. Kesztyűt viselt, mert nem szerette a kezét. Táncprogramjai intenzívek és részletesek, mégis egyszerűek voltak. Elmondható, hogy Michael Jackson előadásait és videóit nagymértékben ihlette koreográfiai stílusa és jelmezei (Snake a Little Prince-ből és Billie Jeanből; Chicago és Smooth Criminal; jelmezek a Édes Charity-ből és az Mindhalálig zené-ből).
Legnépszerűbb számai közé tartozik: a Steam Heat a The Pajama Game-ből és Hey Big Spender a Sweet Charityből. Stílusára különösen jellemzőek a Kabaré (1972) rutinjai, a vaudeville és a burleszk vulgáris energiája, amely napjainkig egyfajta hideg, tudatos kifinomultsággal hat.

## Díjai
Fosse számos díjat nyert, köztük Tony-díjat a Pippin című musicalért, 1973-ban a legjobb rendezőnek járó Oscar-díjat a Kabaréért és Emmy-díjat a Liza Z-ért. Ő volt az első művész, aki ugyanabban az évben nyerte el ezt a három díjat.
2001-ben posztumusz megkapta a legjobb színházi koreográfusnak járó Laurence Olivier-díjat, amit Ann Reinking vehette át a Prince of Wales Színházban.
Mindhalálig zene című musicalje (1979) elnyerte az Arany Pálmát Cannes-i fesztiválon és négy Oscar-díjat, amelyek mind a művészi-technikai szektorhoz kapcsolódnak. Megalkuvást nem tűrő, félig önéletrajzi fantázia, amely egy láncdohányos koreográfust ábrázol, akit kényszeres személyisége ural.

## Érdekességek
- Magáról mondta egy interjúban: „A barátaim tudják, hogy számomra az a boldogság, amikor egyszerűen nyomorultnak érzem magam, és nem vagyok kész az öngyilkosságra.”
- A kis herceg (1974) című musical filmadaptációjában eltáncolta a kígyó szerepét.
- Míg az MGM-nél dolgozott, a szünetekben bekukkantott a Variety Show film kulisszái mögé, hogy lássa Fred Astaire-t, hogy megtanulja a táncmozdulatait.
- Fosse és felesége, Gwen Verdon a híres színésztanárnál, Sanford Meisnernél tanultak.
- Kapcsolatban volt Bette Midlerrel.
- Egyik projektje a Chicago című musical, Madonnával filmes megvalósítása volt.
- Fizikai jellemzője volt, hogy a lába be van húzva; ez az anomália egy táncos számára minden bizonnyal átgyűrűzött a koreográfiai stílusába.

## Válogatott filmográfia

### Rendezőként
- Édes Charity (Sweet Charity) (1969)
- Kabaré (1972)
- Liza with a Z, televíziós koncertfilm (1972)
- Lenny (1974)
- Mindhalálig zene (1979)
- Egy aktmodell halála (1983)

### Színészként
- Csókolj meg Katám! (Kiss Me Kate), szerző: George Sidney (1953)
- Három lány a Broadwayről (Give a Girl a Break), Stanley Donen (1953)
- My Sister Eileen, rendezte: Richard Quine (1955)
- Rohadt Yankees!, rendezte: George Abbott, Stanley Donen (1958)
- A kis herceg (The Little Prince), rendezte: Stanley Donen (1974)

## Színházi tevékenysége

### Rendezőként és koreográfusként
- Vöröshajú, a librettót Herbert Fields, Dorothy Fields, Sidney Sheldon és David Shaw írta, a filmzenét Albert Hague alkotta. 46th Street Theatre a Broadwayn (1959)
- Little Me, librettó: Neil Simon, szöveg: Carolyn Leigh, filmzene: Cy Coleman. A broadwayi   Lunt-Fontanne Színházban (1962)
- Pleasure and Palaces, librettó: Frank Loesser és Sam Spewack, filmzene: Frank Loesser. Fisher Színház Detroitban (1965)
- Sweet Charity, librettó: Neil Simon, szöveg: Dorothy Fields, filmzenéje Cy Coleman. Palota Színház a Broadwayn (1966)
- Pippin, a librettót Roger O. Hirson, a filmzenét Stephen Schwartz készítette. Imperial Theatre a Broadwayn (1972)
- Liza, librettó és filmzene különböző szerzőktől, Liza Minnellivel. Broadway's Winter Garden Theatre (1974)
- Chicago, a librettót Fred Ebb és Bob Fosse, a filmzenét John Kander készítette. 46th Street Theatre a Broadwayn (1975)
- Dancin ', a librettó és filmzene különböző szerzőktől származik. A Broadhurst Színházban a Broadwayn mutatták be (1978)
- Big Deal, librettó Bob Fosse, filmzene különböző szerzőktől. Broadway Színházban a Broadwayn (1986)
- Sweet Charity, librettó: Neil Simon, szöveg: Dorothy Fields, filmzene: Cy Coleman. Minskoff Színház a Broadwayn (1986)

### Koreográfusként
- A pizsamajáték, George Abbott és Riched Bissell librettójára, Richard Adler és Jerry Ross filmzenéje, George Abbott és Jerome Robbins rendezésében. Szent James Színház a Broadwayn (1953)
- Damn Yankees, Librettó Douglass Wallop és George Abbott, filmzene: Richard Adler és Jerry Ross, rendező: George Abbott. 46th Street Theatre a Broadwayn (1955)
- A Bells Are Ringing, librettó: Betty Comden és Adolph Green, filmzene: Jule Styne, rendező: Jerome Robbins. Broadway Shubert Színház (1956)
- New Girl in Town, librettó: George Abbott, filmzene: Bob Merrill, rendező: George Abbott. 46th Street Theatre a Broadwayn (1957)
- A hódító hős, librettó: Larry Gelbart, szöveg: Norman Gimbel, zene: Mark Charlap, rendező: Albert Marre. ANTA Broadway Playhouse (1961)
- Hogyan lehet sikeres az üzleti életben anélkül, hogy valóban próbálkozna librettó: Abe Burrows, Jack Weinstock és Willie Gilbert, filmzene: Frank Loesser, rendező: Abe Burrows. 46th Street Theatre a Broadwayn (1961)

### Librettistaként
- Pippin, Roger O. Hirsonnal írta, Stephen Schwartz zenéje. Imperial Theatre a Broadwayn (1972)
- Chicago, Fred Ebb-bel írta, a filmzenét John Kander készítette. 46th Street Theatre a Broadwayn (1975)
- Big Deal, filmzene különböző szerzőktől. Broadway Színház a Broadwayn (1986)

### Színészként
- Call Me Mister, librettó: Arnold Auerbach, filmzene: Harold Rome, rendező: Robert H. Gordon,. Amerikai turné (1947)
- Dance Me a Song, librettó James Kirkwood, Vincente Minnelli és mások, filmzene: James Shelton. Royale Theatre a Broadwayn (1950)
- Pal Joey, librettó: John O'Hara, szöveg: Lorenz Hart, filmzene: Richard Rodgers, rendező: Robert Altman. Broadhurst Színház a Broadwayn (1952)
- Pal Joey, librettó: John O'Hara, szöveg: Lorenz Hart, filmzene: Richard Rodgers, rendező: Gus Schirmer. City a Broadwayn (1963)

## Fontosabb díjak és jelölések
- Oscar-díj
  - 1973 díj: legjobb rendező (Kabaré)
  - 1975 jelölés: legjobb rendező (Lenny)
  - 1980 jelölés: legjobb rendező (Mindhalálig zene)
  - 1980 jelölés: legjobb eredeti forgatókönyv (Mindhalálig zene)
- Golden Globe
  - 1973 jelölés: legjobb rendező (Kabaré)
  - 1975 jelölés: legjobb rendező díjára (Lenny)
- BAFTA
  - 1973 díj: legjobb rendező  (Kabaré)
- Drama Desk díj
  - 1973 díj: legjobb rendezés (Pippin)
  - 1973 díj: legjobb koreográfia (Pippin)
  - 1978 díj: legjobb koreográfia (Dancin)
  - 1986 jelölés: legjobb musicalrendező (Sweet Chairty)
  - 1986 jelölés: legjobb musical legjobb rendező (Big Deal)
  - 1986 díj: legjobb koreográfia (Big Deal)
- Emmy-díj
  - 1973 díj: legjobb varieté, musical vagy vígjáték (Liza Z betűvel)
  - 1973 díj: legkobb rendező – varieté, musical vagy vígjáték (Liza Z betűvel)
  - 1973 díj: legjobb koreográfia (Liza Z betűvel)
- Cannes-i Filmfesztivál
  - 1975 jelölés: Arany Pálma (Larry)
  - 1980 díj: Arany Pálma (Mindhalálig zene)
- Laurence Olivier-díj
  - 2001 díj: legjobb koreográfia Fosse-hoz ( Ann Reinkinggel )
- Tony-díj
  - 1955 díj: legjobb koreográfia (Pizsamajáték)
  - 1956 díj: legjobb koreográfia (Damn Yankees)
  - 1957 jelölés: legjobb koreográfia (Bells Are Ringing című filmért)
  - 1958 jelölés: legjobb koreográfia (New Girl in Town)
  - 1959 jelölés: legjobb koreográfia (Redhead)
  - 1963 jelölés: legjobb musical rendező (Little Me)
  - 1963 díj: legjobb koreográfia (Little Me)
  - 1964 jelölés: legjobb musicalszínész (Pal Joey)
  - 1966 jelölés: legjobb musicalrendező (Sweet Charity)
  - 1966 díj: legjobb koreográfia (Sweet Charity)
  - 1973 díj: legjobb musicalrendezés (Pippin)
  - 1973 díj: legjobb koreográfia (Pippin)
  - 1976 jelölés: legjobb musicallibrettó (Chicago)
  - 1976 jelölés: legjobb musical rendező (Chicago)
  - 1976 jelölés: legjobb koreográfia (Chicago)
  - 1978 jelölés: legjobb musicalrendező (Dancin)
  - 1978 díj: legjobb koreográfia (Dancin)
  - 1986 jelölés: legjobb musicallibrettó (Big Deal)
  - 1986 jelölés: legjobb rendező (Big Deal)
  - 1986 díj: A legjobb koreográfia (Big Deal)

## Fordítás
Ez a szócikk részben vagy egészben  a   Bob Fosse című olasz Wikipédia-szócikk ezen változatának fordításán alapul.  Az eredeti cikk szerkesztőit annak laptörténete sorolja fel. Ez a jelzés csupán a megfogalmazás eredetét és a szerzői jogokat jelzi, nem szolgál a cikkben szereplő információk forrásmegjelöléseként.